# Heavy Soul
| Оценки критиков               | Оценки критиков |
| Источник                      | Оценка          |
| ----------------------------- | --------------- |
| AllMusic                      | [ 1 ]           |
| Entertainment Weekly          | A–              |
| NME                           | 5/10            |
| Pitchfork Media               | 8.6/10          |
| Rolling Stone                 | [ 5 ]           |
| The Village Voice             | C               |
| Encyclopedia of Popular Music | [ 7 ]           |

Heavy Soul — четвёртый студийный альбом британского рок-музыканта Пола Уэллера (бывшего фронтмена рок-групп The Jam и The Style Council), вышедший 23 июня 1997 года на лейбле Island.
Альбом дебютировал на 2 месте в официальном хит-параде Великобритании и получил золотую сертификацию.

## Об альбоме
Альбом получил положительные отзывы музыкальных критиков и интернет-изданий.
В июне 1997 года он дебютировал на 2 месте в официальном хит-параде Великобритании.

## Список композиций
Все треки напсианы Полом Уэллером, кроме указанных. Японское издание также включало бонусный трек «Eye of the Storm», который оригинально был на второй стороне сингла «Peacock Suit».
1. «Heavy Soul (Pt 1)»
2. «Peacock Suit»
3. «Up in Suzes' Room»
4. «Brushed» (музыка: Weller, Marco Nelson, Steve White)
5. «Driving Nowhere»
6. «I Should Have Been There to Inspire You»
7. «Heavy Soul (Pt 2)»
8. «Friday Street»
9. «Science»
10. «Golden Sands»
11. «As You Lean Into the Light»
12. «Mermaids»

## Позиции в чартах
| Чарт (1997)                       | Высшая позиция |
| --------------------------------- | -------------- |
| Нидерланды (Album Top 100)        | 80             |
| Шотландия (Scottish Albums Chart) | 3              |
| Великобритания (UK Albums Chart)  | 2              |